# Ludovico Caracciolo
Ne doit pas être confondu avec Lodovico Carracci.
Pour les articles homonymes, voir Caracciolo.
Ludovico Caracciolo, né en 1761 à Rome où il est mort en 1842, est un peintre paysagiste italien et un graveur au lavis.

## Biographie
Ludovico Caracciolo devient un protégé d'Elizabeth Foster, la seconde épouse de William Cavendish, 5e duc de Devonshire, qui avait déménagé à Rome après qu'elle fut devenue veuve en 1811.
Il a publié un ensemble complet de reproductions de peintures d'après le Liber Veritatis de Claude Lorrain à Rome en 1815. Sa spécialité était les dessins d'architecture et les panoramas de Rome, dont une huile sur toile de 1824 est maintenant dans la collection du Victoria and Albert Museum.